# Sascha Heyer
Sascha Heyer (* 21. Juli 1972 in Zürich) ist ein ehemaliger Schweizer Volleyball- und Beachvolleyballspieler.

## Karriere Halle
Heyer begann seine Volleyball-Karriere 1990 beim VBC Säuliamt. Bevor er zum Volleyball kam, spielte er Tennis. Bereits zwei Jahre später stand er bereits im Aufgebot der Schweizer Volleyball-Nationalmannschaft. 1993 wechselte er zum MTV Näfels, mit dem er in der Spielzeit 1994/95 Schweizer Vizemeister und Cupfinalist wurde. Ein Jahr später kam zum zweiten Platz in der Liga der erste Cupsieg hinzu. Ausserdem wurde der MTV Näfels Supercupsieger. Nach zwei Jahren Hallenpause wechselte der Aussenangreifer zum VfB Friedrichshafen und wurde mit dem Verein aus Baden-Württemberg deutscher Meister und Pokalsieger. Zusätzlich gab es noch die Bronzemedaille in der Volleyball Champions League. In den folgenden zwei Spieljahren startete Heyer auch in seinem Heimatland noch einmal richtig durch. In der Saison der Jahrtausendwende gewann sein alter und neuer Verein MTV Näfels alle möglichen drei Schweizer Titel, ein Jahr später reichte es für den Club aus dem Kanton Glarus zu Meisterschaft und Cupsieg. Nachdem 2002 wieder Vizemeisterschaft und Cupfinal zu Buche standen, griff Sascha Heyer nach einer längeren Pause in der Spielzeit 2008/09 noch einmal in der Halle an, diesmal mit Volley Amriswil. Meisterschaft und Cupsieg sowie Supercupfinal waren das Ergebnis. Anschliessend beendete gebürtige Züricher seine Hallenvolleyballkarriere.

## Karriere Beach
Nachdem Heyer zuvor bereits mit wechselnden Partnern (u. a. Patrick Egger, Martin Walser, Martin Tschudi, Martin Flückiger) im Beachvolleyball aktiv war, bildete er ab 2000 ein festes Duo mit Markus Egger. Das Team erreichte 2000 den EM-Final, wurde 2001 Europameister, erreichte 2003 EM-Platz drei sowie 2004 erneut den EM-Final. Nachdem Egger im Herbst 2004 mit Martin Laciga ein Gespann bildete, spielte Heyer zusammen mit Paul Laciga. Bei der WM 2005 in Berlin unterlagen sie erst im Endspiel den Brasilianern Márcio Araújo und Fábio Luiz. Ab 2007 war Patrick Heuscher Heyers Partner. Das von Jürgen Wagner trainierte Duo belegte bei den Europameisterschaften 2007 und 2008 den neunten und fünften Rang. Bei den Olympischen Spielen in Peking 2008 schieden Heuscher/Heyer nach der Vorrunde als Gruppendritte aus. Nach vier gemeinsamen Jahren trennte sich das Duo Heyer-Heuscher Ende 2010 aus sportlichen Gründen. Sascha Heyer spielte neu zusammen mit Sébastien Chevallier. Bereits bei ihrem zweiten gemeinsamen Auftritt auf der FIVB World Tour holten sich Heyer-Chevallier am Prague Open die Bronze-Medaille. An seinen zweiten Olympischen Spielen in London 2012 scheiterten Heyer/Chevallier im Achtelfinal an den Polen Fijałek und Prudel. Vor den Olympischen Spielen 2012 gab Heyer mit 40 Jahren seinen Rücktritt zum Ende der Saison bekannt.
Sascha Heyer gewann sieben Beachvolleyball-Schweizermeistertitel, der letzte zum Abschluss seiner Karriere: 2012 zusammen mit Sébastien Chevallier.